# Actocetor beckeri
Actocetor beckeri är en tvåvingeart som beskrevs av Meijere 1916. Actocetor beckeri ingår i släktet Actocetor och familjen vattenflugor. Inga underarter finns listade i Catalogue of Life.